# France au Concours Eurovision de la chanson 2020
La France était l'un des quarante et un pays participants prévus du Concours Eurovision de la chanson 2020, qui aurait dû se dérouler à Rotterdam aux Pays-Bas. Le pays aurait été représenté par le chanteur Tom Leeb et sa chanson Mon alliée, sélectionnés en interne par le diffuseur France 2. L'édition est finalement annulée en raison de la pandémie de Covid-19.

## Sélection
France 2 annonce sa participation à l'Eurovision 2020 le 23 septembre 2019. Le diffuseur indique plus tard abandonner le format de Destination Eurovision, préférant une sélection en interne. Finalement, c'est le 14 janvier 2020 que la chaîne annonce que le représentant de la France est Tom Leeb. La chanson qu'il interprète au Concours, intitulée The Best in Me est dévoilée le 16 février 2020 à 20 h 50 à la Tour Eiffel, à Paris.
Composée principalement de paroles en anglais, la chanson suscite une polémique et déplaît au ministre de la culture Franck Riester. Elle est alors modifiée, et se nomme désormais Mon alliée.

## À l'Eurovision
En tant que membre du Big Five, la France est qualifiée d'office pour la finale du 16 mai 2020. 
Mais le 18 mars 2020, le Concours est annulé en raison de la pandémie de Covid-19.